# Johannes C. Papaioannou
Johannes C. Papaioannou (1904 - 1957) fue un botánico, profesor griego.
- La abreviatura «Papaioannou» se emplea para indicar a Johannes C. Papaioannou como autoridad en la descripción y clasificación científica de los vegetales.[1]